# Château de Tauzia
Pour les articles homonymes, voir Château du Tauzia.
Le château de Tauzia est situé sur la commune de Gradignan, dans le département de la Gironde en France.

## Localisation
Le château se trouve au sud de la commune de Gradignan, à l'extrémité d'une petite route privée à l'est de la route départementale D1010 (ancienne route nationale 10) dite de Bayonne.

## Histoire
En 1768, un certain Jean-Joseph de Castéra, professeur de droit et avocat au parlement de Bordeaux, achète le fief de Tauzia qui appartient alors à la famille de Pomiès. Vers 1788, il fait construire une chartreuse par le maître-maçon Jean Alary, selon les plans de Victor Louis, architecte du Grand Théâtre de Bordeaux.
En 1784, les héritiers le vendent à un négociant, Jacob Diaz Pereyra, membre de la communauté des Juifs dits portugais. Puis le domaine est revendu en l'an XII (1803-1804) au directeur des douanes de Bordeaux.
En 1827, la propriété passe entre les mains de Gustave Petersen, négociant et consul de Suède et de Norvège. Ce dernier fait agrandir la demeure pour la transformer en un véritable château. Dans la cour, il rajoute un porche soutenu par deux paires de colonnes à chapiteau ionique, ainsi que des ailes en retour d’équerre à étage. La toiture en ardoise est masquée par des balustrades. Autour de son château, Gustave Petersen fait aménager un parc à l’anglaise d’une vingtaine d’hectares par le paysagiste Louis-Bernard Fischer, également auteur de renouveau du Jardin public à Bordeaux.
Entre 1940 et 1944, Tauzia fut occupé par les armées allemandes et italiennes, puis les F.F.I. investissent le château en 1944. Après leur départ, la famille récupère une maison très endommagée. Elle restera vide jusqu’en 1960, date à laquelle Hubert Calvet et son épouse Marie-Amélie décident de la restaurer, une pièce après l’autre.
le château est classé au titre des monuments historiques par arrêté du 27 juillet 1965.

## Architecture
Typique des chartreuses bordelaises, Tauzia comporte un corps de bâtiment en rez-de-chaussée interrompu en son centre par une rotonde coiffée d’une coupole et flanqué de deux pavillons à un étage. La salle à manger située dans la rotonde est ornée d’un très beau décor de stuc, sobre et raffiné, et d’un parquet en mosaïque de bois.

## Galerie

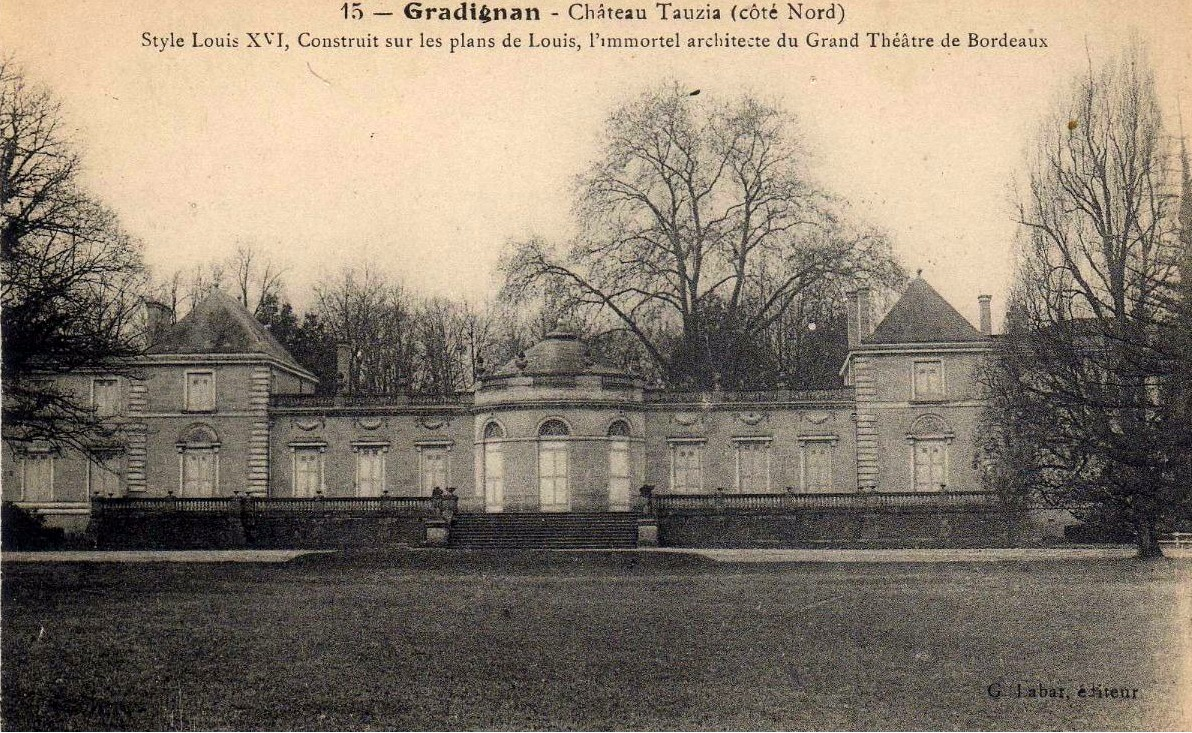
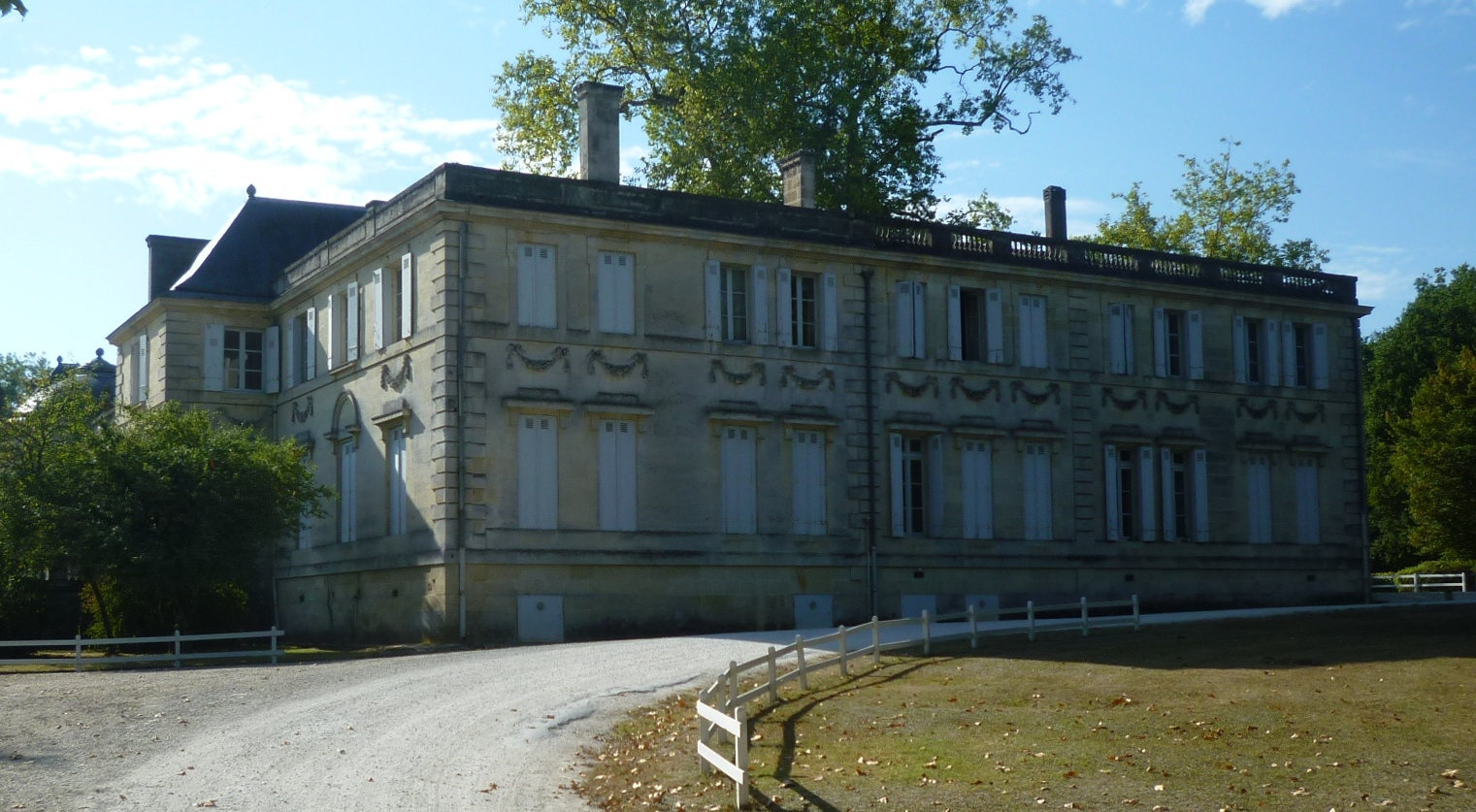
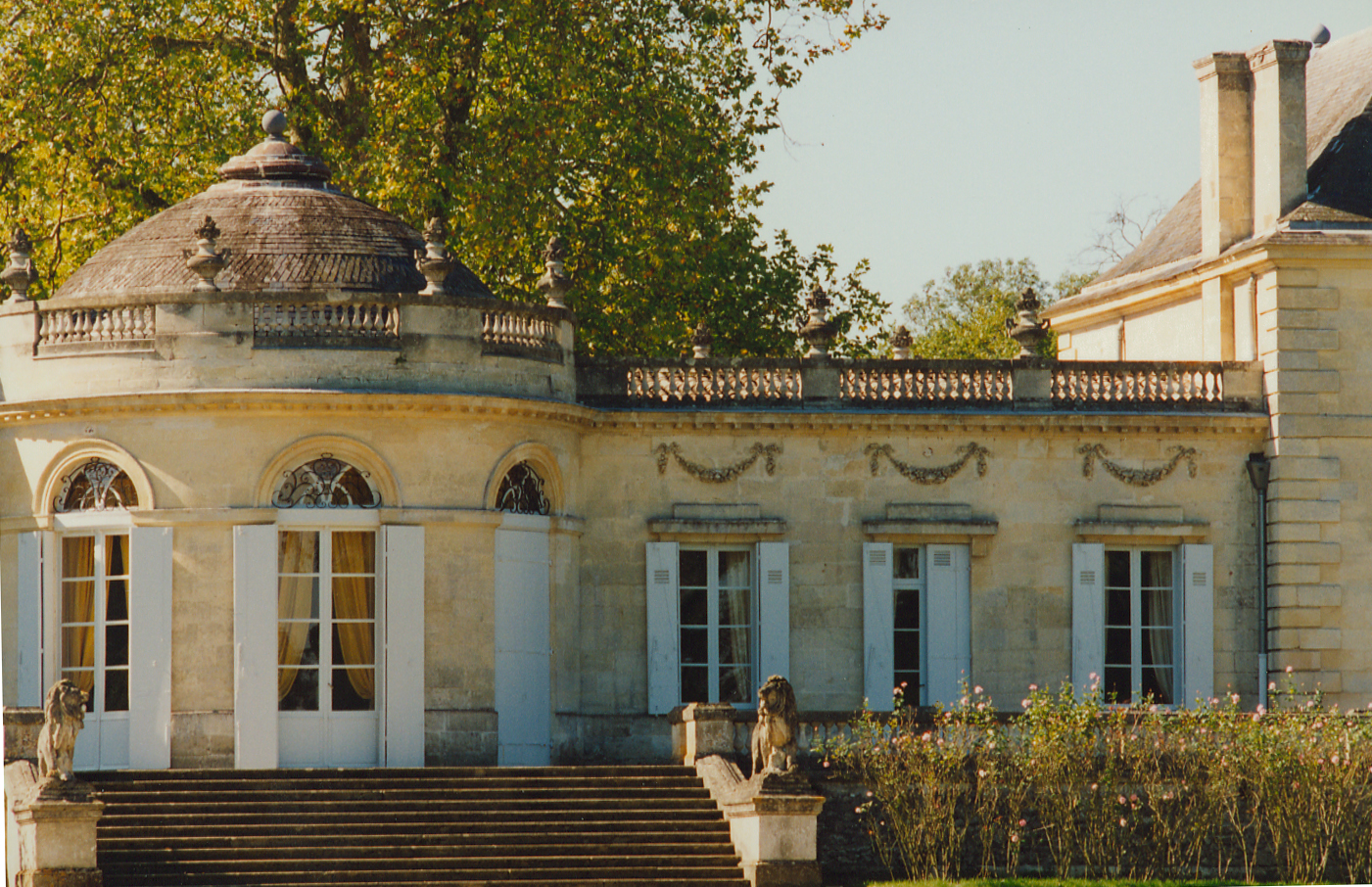